# Konopnica (Lublino)
Konopnica è un comune rurale polacco del distretto di Lublino, nel voivodato di Lublino.
Ricopre una superficie di 92,75 km² e nel 2004 contava 10 712 abitanti.

## Storia
C'erano già insediamenti slavi fin dal Medioevo. Lo dimostrano scavi archeologici effettuati nel 1990.
Durante la prima metà del XIV secolo Motycz era uno dei luoghi più importanti nella zona di Lublino, che sull'antica via commerciale principale per la Russia, mentre nel 1350, quel ruolo era stato compiuto da questa città. Le prime relazioni sul luogo sono dal 1342, tempo in cui Konopnica era una frazione reale.
Nel 1400 Jan Długosz costruì la chiesa di "Conopnicza", un tempio in legno dedicato a San Katarzyna.